# まいづる百貨店
株式会社まいづる百貨店（まいづるひゃっかてん）は、佐賀県を営業基盤とするスーパーマーケット「まいづる」「まいづるナイン」等の運営企業である。本社は佐賀県唐津市。CGCグループに加盟する地元密着型のスーパーで、店舗を同県唐津市・玄海町に展開している。

## 歴史・概要
1933年（昭和8年）8月に唐津市大手口に「大手ビル百貨店」を設立し、文房具と書籍の販売を主力とする百貨店を創業したのが始まりである。
1946年（昭和21年）11月に唐津市刀町1513で木下吉六と辻庚一が共同経営で株式会社まいづる百貨店」を創業した。
1957年（昭和32年）9月21日に資本金1600万円で「株式会社まいづる百貨店」を設立して法人化した。
1966年（昭和41年）2月に全面的に増築して売り場を増床し、同年4月に本店の住所表示が唐津市南城内1-1へ変更された。
1977年（昭和52年） - 「まいづるナイン」としてスーパーマーケットの出店を開始した。

## 沿革
- 1933年（昭和8年）8月 - 唐津市大手口に大手ビル百貨店を設立し創業[2]。
- 1957年（昭和32年）
  - 9月21日[1] - 資本金1600万円で「株式会社まいづる百貨店」を設立[3]。
  - 10月 - まいづる百貨店開店[6]。
- 1977年（昭和52年） - 「まいづるナイン」としてスーパーマーケットの出店を開始[5]。
- 1980年（昭和55年） - CGCグループに加盟[広報 2]。
- 1984年（昭和59年）12月 - まいづる物流センター開設[6]。
- 1990年（平成2年）7月 - 青果PCセンター開設[6]。
- 1992年（平成4年） - 鮮魚・精肉PCセンター開設[6]。
- 1993年（平成5年） - 惣菜・日配センター開設[6]。

## 店舗

### まいづる

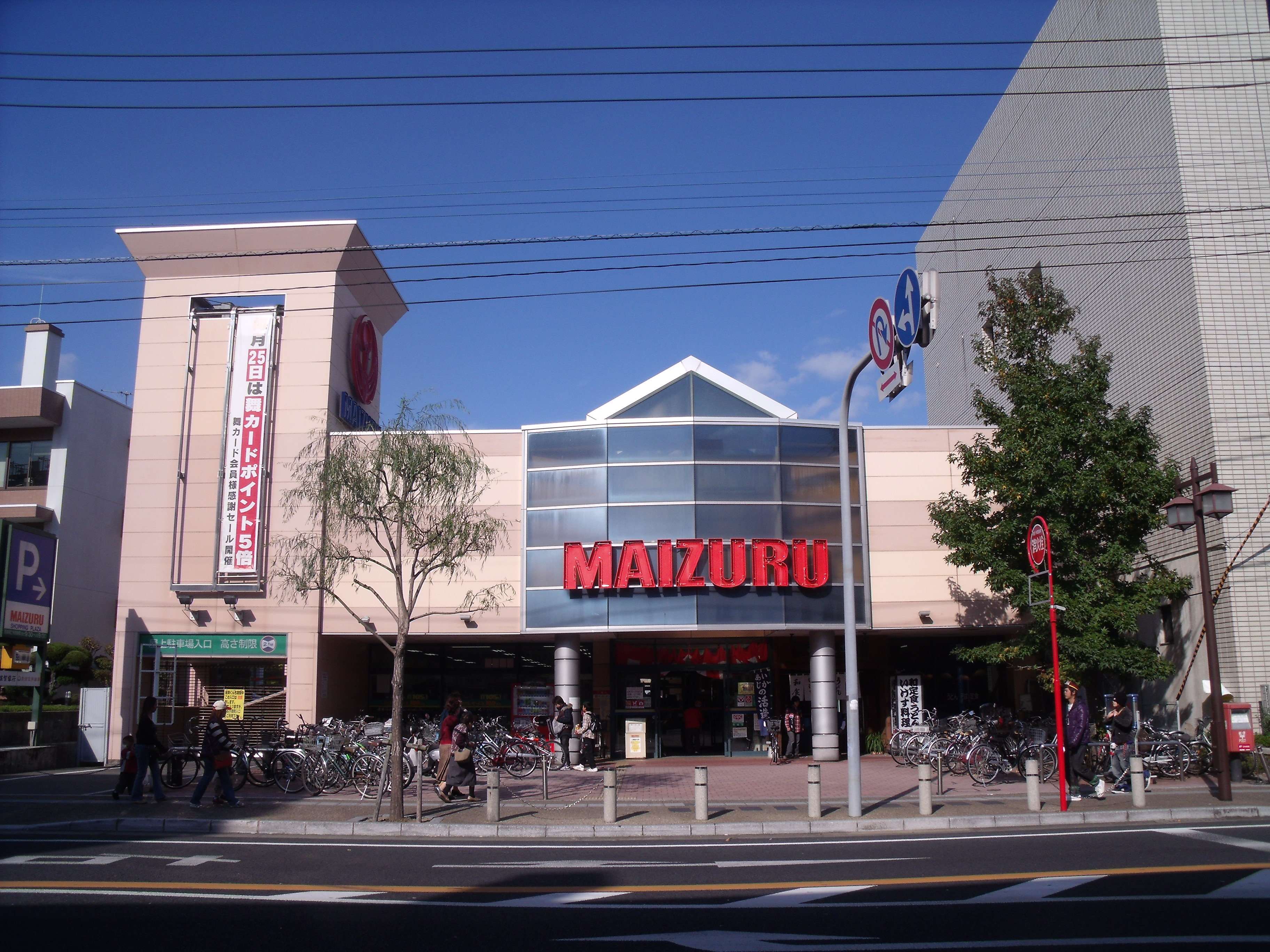
まいづる本店ショッピングプラザ

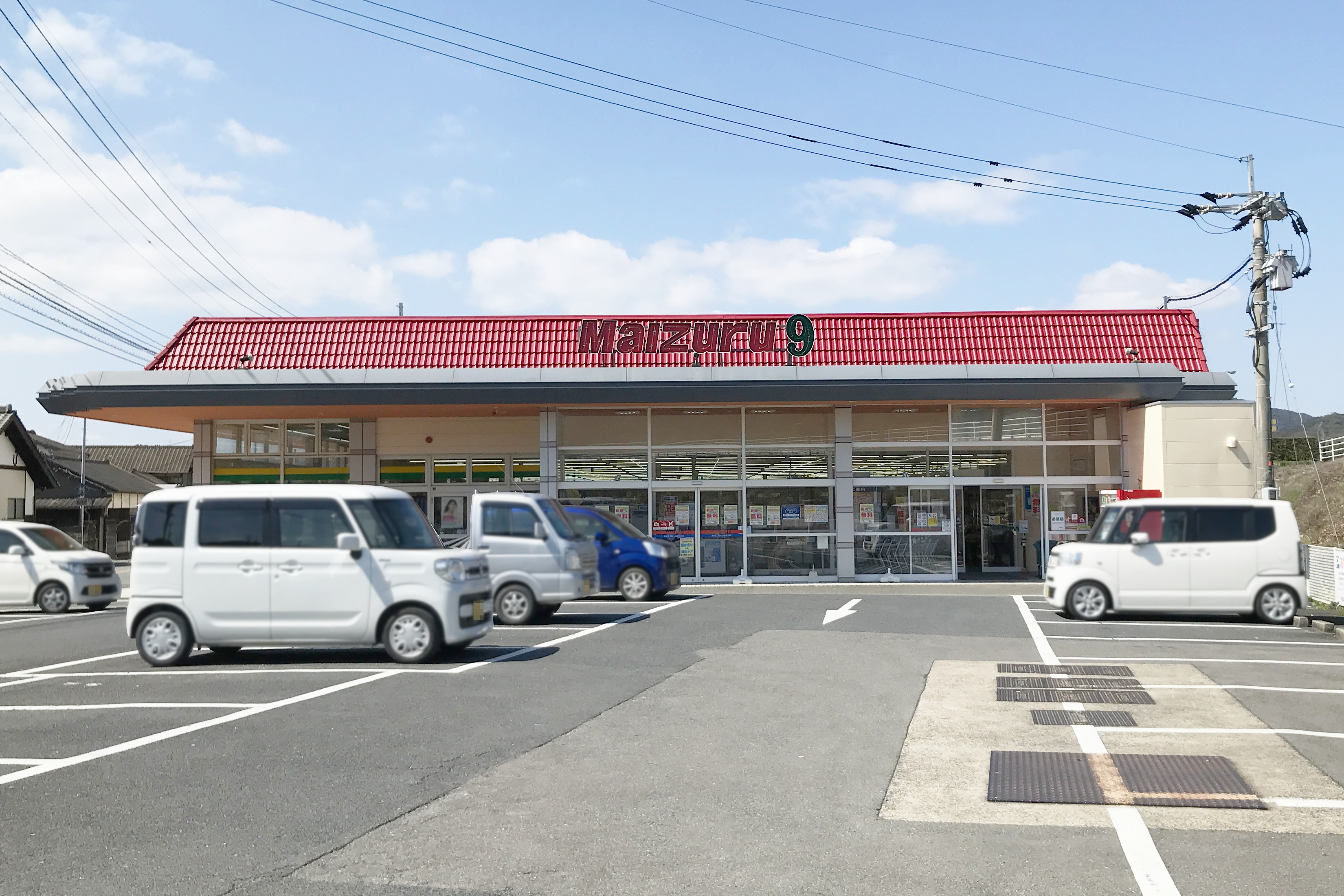
まいづるナイン相知店

- まいづる本店ショッピングプラザ（唐津市大名小路、2000年（平成12年）開店[7]）
本店をダイエー跡地に縮小移転した店舗[7]。

- （2代目）まいづるスリーナイン（唐津市町田、2023年（令和5年）9月30日開店[8]）
平屋建て[8]、店舗面積約5,190m2[8]、駐車台数約475台[8]。
食品館と衣料館がある店舗で、駐車場は店舗前の平面駐車場となった[8]。

- まいづるナイン - スーパーマーケット[5]。

- ひまわり - 生鮮食料品も扱うコンビニエンス店舗[9]。

- 愛文堂書店 - 唐津市南城内・大手口センタービル（唐津大手口バスセンター）2階に入居。

## 閉店した店舗
- 木下愛文堂（東松浦郡唐津町大手口[10]）

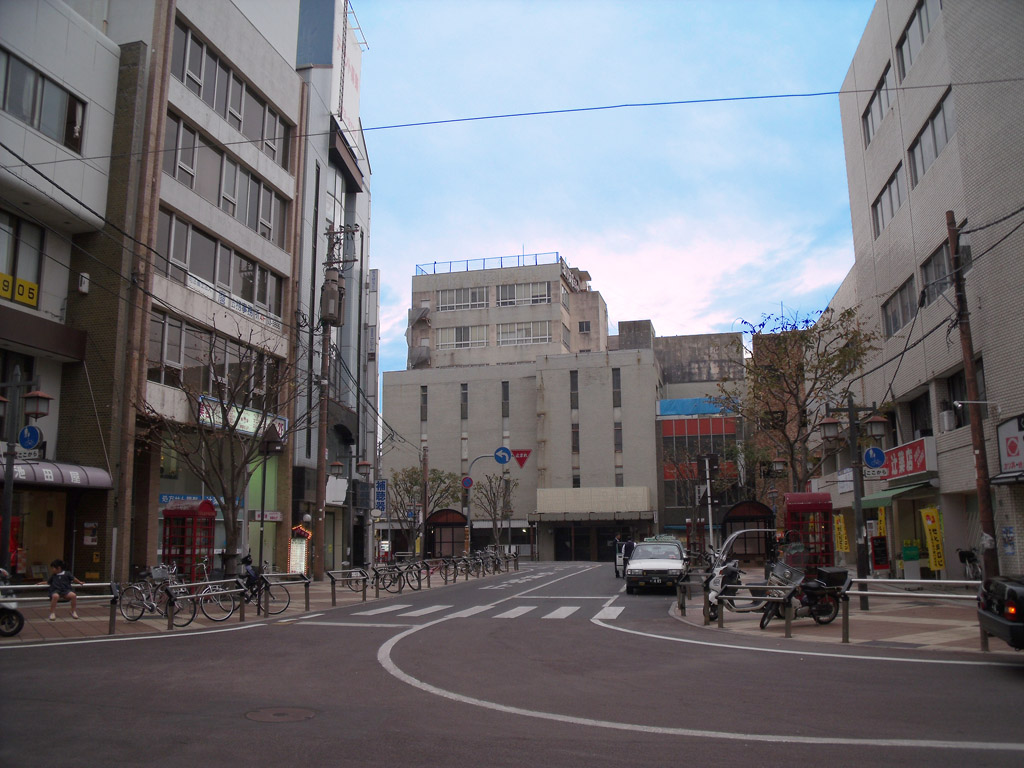
まいづる百貨店本店閉店後の建物（正面、2010年解体）

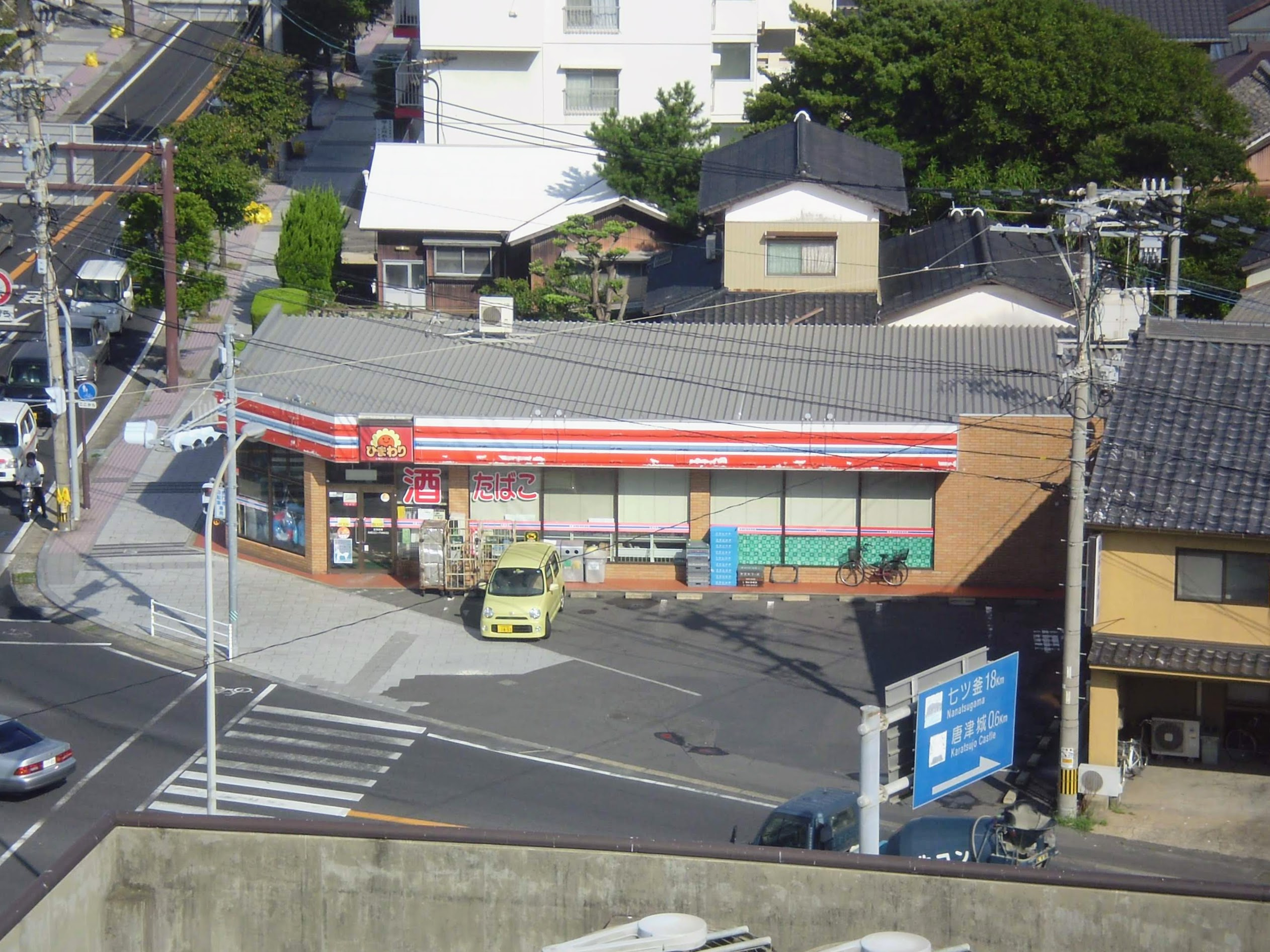
ひまわり東唐津店

- 大手ビル百貨店（唐津市大手口[2]、1933年（昭和8年）8月開店[2]）
鉄筋コンクリート造地下1階・地上4階建て[11]、売場面積約300坪[11]、食堂36坪[11]。

- まいづる百貨店本店（唐津市南城内1-1[12]（旧・刀町1513[13]）、1957年（昭和32年）開店[13][14] - 2000年（平成12年）閉店[15]）
店舗面積約1,417m2[13]。
ローラースケート場や白黒テレビの視聴室が入っていた木下ビルを改築して開業し、生鮮食料品から衣類・生活用品まで幅広く販売する売り場のほか、唐津初のエスカレーターや飛行機型の遊具の設置された屋上遊園地などがあり、地元客に親しまれた[14]。郊外に大型店が進出したことを受けて閉店となった[14]。
店舗跡は近隣のバスセンターなどと共に再開発されて、2011年（平成23年）10月18日に「大手口センタービル」が竣工した[15]。同ビルの2階に書店を出店した[15]。

- （初代）まいづるスリーナイン（唐津市町田字山ノ口2129-2[16]、1995年（平成7年）3月23日開店[17] - 2021年（令和3年）9月30日閉店[7]）
敷地面積約14,672m2[18]、鉄筋コンクリート造地下1階・地上2階建て[18]、延べ床面積約19,672.64m2[18]、店舗面積約10,000m2[17]。
店舗老朽化と売上減少を理由に閉店[19]。解体後の跡地には現在と同規模の売場面積9,917㎡の平屋建て店舗を建設、2023年春開業予定[20]。

- まいづるナイン材木町店（唐津市材木町2087[21]、1977年（昭和52年）7月開店[22]）
- 波多江店（糸島郡前原町池田675-1[23]（糸島市波多江、閉店当時は前原市）[要出典]、1980年（昭和55年）12月開店[22]）
- 町田店（唐津市町田1-2384[21]）
- 西唐津店（唐津市藤崎通6880[21]）
- 唐房店（唐津市浦）[要出典]
- 多久店（多久市北多久町大字多久原）[要出典]
- ひまわり東唐津店（唐津市東唐津）[要出典]

## その他
- 同社の本社は唐津市南城内1-1（旧・刀町1513）に存在していたが[4]、1990年（平成2年）にプロセスセンターへ移転した[広報 2]。

#### 広報資料・プレスリリースなど一次資料
1. 1 2 3 4 5 6  会社情報 - 株式会社まいづる百貨店 2023年11月25日閲覧。
2. 1 2  沿革 - 株式会社まいづる百貨店 2023年11月25日閲覧。